# Choeroniscus minor
Choeroniscus minor (Peters, 1868) è un pipistrello della famiglia dei Fillostomidi diffuso nell'America meridionale.

## Descrizione

### Dimensioni
Pipistrello di piccole dimensioni, con la lunghezza della testa e del corpo tra 61 e 70 mm, la lunghezza dell'avambraccio tra 33 e 36 mm, la lunghezza della coda tra 6 e 9 mm, la lunghezza del piede tra 8,5 e 10 mm, la lunghezza delle orecchie tra 11 e 13 mm e un peso fino a 12 g.

### Aspetto
La pelliccia è densa e si estende dorsalmente fino ai gomiti. Le parti dorsali variano dal marrone scuro al bruno-nerastro con la base dei peli bruno-giallastra, mentre le parti ventrali sono leggermente più chiare. Il muso è lungo e con la foglia nasale lanceolata e ben sviluppata. Le orecchie sono piccole, triangolari, con il margine anteriore convesso e con una concavità sul bordo posteriore appena sotto l'estremità arrotondata. Il trago è corto, leggermente appuntito e con un incavo all'estremità del bordo posteriore. Le ali sono attaccate posteriormente alla base dell'alluce. La coda è corta ed inclusa completamente nell'ampio uropatagio, il quale ha il bordo libero a forma di U. Il calcar è più corto del piede e privo di carenatura. Il cariotipo è 2n=20 FNa=36.

## Biologia

### Comportamento
Si rifugia in coppie o piccoli gruppi sotto tronchi abbattuti o in cavità di alberi.

### Alimentazione
Si nutre di nettare, polline e talvolta di insetti.

### Riproduzione
Una femmina che allattava è stata catturata in Colombia nel mese di dicembre, mentre altre gravide sono state osservate sull'isola di Trinidad ad agosto e in Perù tra aprile e giugno. Danno alla luce un piccolo alla volta.

## Distribuzione e habitat
Questa specie è diffusa nella Colombia e Venezuela centrali e meridionali, Guyana, Suriname, Guyana francese, Ecuador, Perù, gran parte del Brasile eccetto gli stati più meridionali e la Bolivia settentrionale e centrale. È inoltre presente sull'isola di Trinidad.
Vive nelle foreste pluviali tropicali in prossimità di corsi e specchi d'acqua fino a 1.300 metri di altitudine.

## Conservazione
La IUCN Red List, considerato il vasto areale, classifica C.minor come specie a rischio minimo (Least Concern)).